# ランドブレイン千歳モール
ランドブレイン千歳モールは、北海道千歳市北信濃に所在する商業施設。

## 概要
フランスベッド北海道工場跡地を、商業施設企画開発のランドブレインが、みずほ丸紅リースと開発。

### 経緯
2023年2月3日、北海道地域商業の活性化に関する条例に基づく新設届出を行う。国道36号線と中央大通に挟まれた5万7206㎡のフランスベッド北海道工場跡地を利用して建設し、千歳市北信濃複合商業施設としてホームセンター約8323㎡とスーパーマーケット3706㎡を核に、専門店4棟、飲食・美容室棟、クリニック棟の計8棟を集積させる計画が明らかになる。
2023年12月19日にコメダ珈琲店が、2024年1月6日にBED&SOFA STUDIO千歳が先行開業。
2024年3月15日、大規模小売店舗立地法に基づく届出が告示されサッポロドラッグストアー、DCM、ケーズデンキ、眼鏡市場、無印良品の出店が明らかになる。
2024年11月1日にGYM CITYが開業。11月8日にダイイチ、無印良品、サツドラ、眼鏡市場が開業予定。11月11日に十勝豚丼いっぴん、11月14日にケーズデンキ、11月28日に焼肉きんぐが開業予定。

## 沿革
- 2023年（令和5年）
  - 2月3日 - 北海道地域商業の活性化に関する条例に基づく新設届出を行う[2]
  - 12月19日 - コメダ珈琲店が開業[12]
- 2024年（令和6年）
  - 1月6日 - BED&SOFA STUDIO千歳が開店[13]。
  - 3月15日 - 大規模小売店舗立地法に基づく大規模小売店舗の新設届出が告示[1]
  - 11月1日 - GYM CITYが開業[6]。
  - 11月8日 - ダイイチ、無印良品、サツドラ、眼鏡市場が開業[7]。
  - 11月11日 - 十勝豚丼いっぴんが開業[9]
  - 11月14日 - ケーズデンキが開業[10]。
  - 11月21日 - DCMが開業[14]。
  - 12月2日 - 焼肉きんぐが開業[11][15][16]。

## テナント
- ケーズデンキ千歳店[17]
2024年11月14日開業。デンコードー運営[10]。
- コメダ珈琲店千歳北信濃店[18]
2023年12月19日開店[12]。
- サツドラ千歳北信濃店[19]
2024年11月8日開業[7]。
- GYM CITY
11月1日開店[6]。
- ダイイチ千歳店[20]
2024年11月8日開業[7]。セブン&アイグループ。
- DCM千歳北店
2024年11月21日開店[14]。2024年11月17日閉店のDCM富士店からの移転[21]。
- 十勝豚丼いっぴん千歳店[9]
- ヘアーサロンIWASAKI北海道千歳北信濃店[22]
- BED&SOFA STUDIO千歳
- 無印良品ランドブレイン千歳モール
2024年11月8日開業[7]。
- 眼鏡市場ランドブレイン千歳モール店[23]
2024年11月8日開業[7]。
- 焼肉きんぐ
2024年12月2日開業[11][15][16]。

## アクセス
- 国道36号線、北海道道258号早来千歳線（中央大通）隣接。
- 鉄道 北海道旅客鉄道（JR北海道）「長都駅」から徒歩で約14分
- バス北海道中央バス「市営工場団地」バス停下車